# Luis Ochoa
Luis Eduardo Ochoa Rodríguez (Caracas, 27 de febrero de 1934 - Caracas, 23 de abril de 2017) fue un reconocido locutor venezolano.

## Trayectoria
Originalmente, entre sus planes estaba ser cantante de ópera, mas su escaso talento musical le impulsó a decidirse mejor por la locución. Una vez obtenido su certificado de locutor en el año 1961, se inicia en el medio radial, específicamente en Radio Nacional de Venezuela. Más adelante, pasa a ser voz de Radio Continente 590 AM en la ciudad de Caracas. 
En televisión da sus primeros pasos en la Televisora Nacional canal 5. Entre 1968 y 1975 pasa a formar parte de Venevisión como ancla del noticiero El Informador.
En los años 90, pasa a ser la voz oficial de Radio Caracas Radio cuando esta emisora pasa a ser de tipo informativo.
También fue la voz de numerosos spots publicitarios tanto radiales como televisivos entre los cuales se cuentan:
- Bloque DeArmas
- General Motors Venezolana
- Yukery Venezolana de Alimentos (específicamente la marca Gerber)
- Bayer (Baytalcid, Baygon y Aspirina Bayer)
- ACIDE
- VIASA
- Archimóvil
- Grupo Latinoamericana-Progreso
- ARS Publicidad
- Sherwin Williams
- Toyota Corolla
- Fundación Bigott
- Banco de Maracaibo
- Canprolac
- Iutirla
- Salsa de Tomate Pampero

## Fallecimiento
Falleció el 23 de abril de 2017 en la ciudad de Caracas, víctima de un cáncer de la próstata.